# Liste der Nummer-eins-Hits in Rumänien
Die Nummer-eins-Hits der Musikbranche in Rumänien werden wöchentlich ermittelt. Als Maßstab gelten die Verkaufszahlen der Singles.
Die Liste ist nach Jahren aufgeteilt.
Siehe auch: Nummer-eins-Hits in Argentinien,  Australien, Belgien, Brasilien, Bulgarien, Dänemark, Deutschland, Finnland, Frankreich, Griechenland, Indien, Irland, Italien, Japan, Kanada, Kolumbien, Kroatien, Malaysia, Mexiko, Neuseeland, den Niederlanden, Norwegen, Österreich, Polen, Portugal, Rumänien, Schweden, der Schweiz, Singapur, Slowakei, Spanien, Südafrika, Südkorea, Tschechien, Ungarn, den Vereinigten Staaten und im Vereinigten Königreich.